# دوار الشمس المبكر
دوار الشمس المبكر نوع نباتي يتبع جنس دوار الشمس من الفصيلة النجمية.

## البيئة والانتشار
ينتشر في تكساس في جنوب الولايات المتحدة.